# Edi Andradina
Edi Carlo Dias Marçal, meglio noto come Eli Andradina (Andradina, 13 settembre 1974), è un allenatore di calcio ed ex calciatore brasiliano, di ruolo attaccante, attuale tecnico del Pogoń Stettino II.

## Carriera

### Club
Debutta con il Korona Kielce il 3 agosto 2007 nella vittoria casalinga per 1-0 contro il Lech Poznań, dove è lui a decidere la partita al 22'. Segna il suo ultimo gol con il Korona Kielce il 5 marzo 2011 nella sconfitta fuori casa per 3-1 contro il Widzew Łódź. Gioca la sua ultima partita nel Korona Kielce il 25 maggio 2011 nella vittoria casalinga per 1-0 contro il Górnik Zabrze.
A maggio del 2011 firma un contratto biennale per il Pogoń Stettino. Debutta con il Pogoń Stettino il 23 luglio 2011 nella vittoria casalinga per 3-0 contro il Polonia Bytom. Segna il primo gol con i nuovi compagni il 6 agosto 2011 nella vittoria per 2-1 contro il Warta Poznań.

## Palmarès

### Club

#### Competizioni nazionali
- Coppa del Brasile: 1

Santo André: 2004
- J2 League: 1

Oita Trinita: 2002

### Individuale
- Capocannoniere della Pervij divizion: 1

1998 (27 gol)